# Golden Valley (Minnesota)
Pour les articles homonymes, voir Golden Valley.
Golden Valley est une ville des États-Unis située dans le comté de Hennepin et l'état du Minnesota. Elle constitue le faubourg ouest de la ville de Minneapolis, c'est le siège des firmes multinationales General Mills et Pentair. Golden Valley abrite aussi la chaîne de télévision KARE filiale de la NBC, le Perpich Center for Arts Education et la Breck School. Sa population était de 20 281 habitants au recensement de 2000.